# L'Amic de les Arts
|  | Per a altres significats, vegeu «Amics de les Arts (desambiguació)». |

L'Amic de les Arts va ser una revista d'art i literatura publicada mensualment a Sitges entre 1926 i 1929. Aquesta publicació va arribar a publicar fins a 31 números i va ser dirigida per Josep Carbonell i Gener. Entre els redactors de 'L'Amic de les Arts' hi destaquen figures notables de l'època com J.V. Foix, Lluís Montanyà, Sebastià Gasch, Magí Albert Cassanyes i Salvador Dalí. La gaseta tenia un caràcter lleugerament localista on es plasmaren les idees avantguardistes del moment com l'expressionisme, el cubisme, el superrealisme, entre d'altres. Aquest caràcter obert i de llibertat va propiciar que alguns redactors, com Salvador Dalí, Lluís Montanyà o Gash, defensessin postures diferents i a vegades contradictòries.
Un dels números destacats d'aquesta revista va ser el número dedicat a la «Comunitat cultural occitana» l'any 1928, on hi va col·laborar l'escriptor occità Ismael Girard.
Van mantenir una relació propera amb la generació del 27 on fins i tot, com és el cas de Federico García Lorca, col·laboraren també en la seva edició. 'L'Amic de les Arts' va propiciar el descobriment d'algunes figures catalanes com Dalí, el qual no va començar a col·laborar des dels inicis, i la introducció d'estrangeres com Benjamin Péret o Paul Éluard.
La revista és considerada la publicació catalana d'avantguarda més destacada del període d'entreguerres. En el si de la revista s'idea el Manifest Groc de Dalí, Montanyà i Gasch, tot un revulsiu per la societat del moment.
L'any 2008, 'L'Amic de les Arts' va ser reeditat en format facsímil els 31 números de la revista amb un total de 288 pàgines. Aquesta reedició va ser impulsada el Consell Comarcal del Garraf, juntament amb l'Ajuntament de Sitges.